# 絲尾擬花鮨
絲尾擬花鮨，又稱絲尾擬花鱸，為輻鰭魚綱鱸形目鱸亞目鮨科的其中一種，分布於西北太平洋的日本海域，棲息深度50-100公尺，體長可達17公分，生活在礁石區，為底棲性魚類，屬肉食性，生活習性不明。

## 擴展閱讀
維基物種上的相關：絲尾擬花鮨